# Hermann Vermeil
Hermann Hans Anton Vermeil (1889 – 1959) foi um matemático alemão, que publicou a primeira prova de que a curvatura escalar é o único invariante absoluto entre aqueles tipo adequadamente prescrito para a teoria de Albert Einstein. O teorema foi provado por ele em 1917 quando era assistente de Hermann Weyl.
Obteve um doutorado em 1914 na Universidade de Leipzig, orientado por Otto Hölder e Gustav Herglotz.